# Децл
Кирил Александрович Толмацки (рус. Кирилл Александрович Толмацкий; Москва, 22. јули 1983 — Ижевск, 3. фебруар 2019), познатији под псеудонимом Децл, био је руски хип хоп музичар и репер.

## Биографија
Кирил Толмацки рођен je 22. јула 1983. у Москви. Студирао је у Швајцарској, завршио енглеску школу у Москви British International School. Каријеру репера је почео на Adidas Streetball Challenge у Москви. Избацује први албум Кто? ты у 2000. години са више од 1 милиона продатих примерака у Русији (најпродаванији албум у Русије). Добио је прву награду Record 2000 у номинацији Дебјут године. Видео за песме албума («Слезы», «Вечеринка», «Кровь моя, кровь») били су хитови на радију и телевизији, а Децл је постао лик рекламе Pepsi са слоганом «Pepsi, пејџер, MTV».
Други албум Децла Уличный Боец постао је такође успешан, добио је награде телеканала Муз-ТВ, UNESCO, MTV Video Music Awards итд. Врло важна награда је «Златни грамофон», руска музичка награда коју добио су Децл и Ma.Ru.Ся aka Марина Шимановска (1978.—2002) у 2001 године са песмом Письмо. Године 2004. избацио је трећи албум aka Le Truk, где је аутор свих текстова. На албуму Le Truk је сарађивао са Владом Валовом, Bad B. Aliance и другим хип хоп бендовима и продуцентима. Песме Потабачим, Legalize и Бог есть постали су хитови, два спота су објављени на телевизији MTV, али спот за песму Legalize је био забрањен као двосмислена пропаганда (за или против дроге, није било јасно).
Јануара 2008. године је објављен четврти албум Децла MosVegas 2012. Сарадници су репери Dj Nik One, Смоки Мо, Кнара, Gunmakaz, Олег Груз итд. Албум је класификован као класични хип хоп албум и андерграунд, има текстове са социјалном тематиком. Аутор музике је битмејкер Beat Maker Beat из Санкт-Петербурга. Године 2010. Децл је издао пети албум Здесь и Сейчас, такође постао члан жирија руског хип хоп фестивала Битва столиц. 2014. године је објавио да ће издати три албума као трилогију Дециллион . Први је био DancehallMania (март 2014. године) са јамајканским диск-џокејом и реге-дансхол стилом на енглеском језику. Други је био MXXXIII са мешавином стилова (trap, dirty south, jazzy hip-hop, electro и R&B) и америчким и јапанским диск-џокејима, са песмама на енглеском, руском и јапанском језику; презентован је у Шпанији, Барселона.
Мини-албум Favela Funk објављен је након путовања Децла у Бразил. Стил је мешавина фанка, хип хопа, самбе и реге, а текстови обилују хуманистичким идеалима. Хитови са албума су Бро, Favela Funk и Новый хит. Новембра 2018. године објављен је последњи албум Децла Неважно, кто там у руля.
Умро је 3. фебруара 2019. године у Ижевску. Након концерта у кафеу Пош осећао се лоше. Екипа хитне помоћи није стигла на време. Узрок смрти је затајење срца. Кирилов отац, информисао је на страници Фејсбука о смрти сина.

## Породица
Отац му је Александар Јаковљевич Толмацки, продуцент (р. 12. мај 1960), мајка је Ирина Анатољјевна Толмацка (р. 14. октобар 1963). Имао је сестру Анфису (р. 15. април 2009) и браћу Фјодора и Јегора.
Био је ожењен са Јулијом Толмацком, бившом манекенком. Имао је сина Тонија (рођен 17. јуна 2005).

## Дискографија
| Име албума               | Превод са руског         | Година |
| ------------------------ | ------------------------ | ------ |
| Кто? ты                  | Ко? си ти                | 2000.  |
| Уличный боец             | Улични борац             | 2001.  |
| Le Truk                  |                          | 2004.  |
| MosVegas 2012            |                          | 2008.  |
| Здесь и сейчас           | Овде и сад               | 2010.  |
| Dancehall Mania          |                          | 2014.  |
| MXXXIII (10:33)          |                          | 2014   |
| Favela Funk EP           |                          | 2016.  |
| Не важно, кто там у руля | Није важно ко је на челу | 2018.  |